# Bradysia iridipennis
Bradysia iridipennis är en tvåvingeart som först beskrevs av Zetterstedt 1838.  Bradysia iridipennis ingår i släktet Bradysia och familjen sorgmyggor.
Artens utbredningsområde är Sverige. Arten är reproducerande i Sverige. Inga underarter finns listade i Catalogue of Life.